# Cartas a Milena
Cartas a Milena es un libro que recopila algunas de las cartas de Franz Kafka a Milena Jesenská entre 1920 y 1923.

## Antecedentes

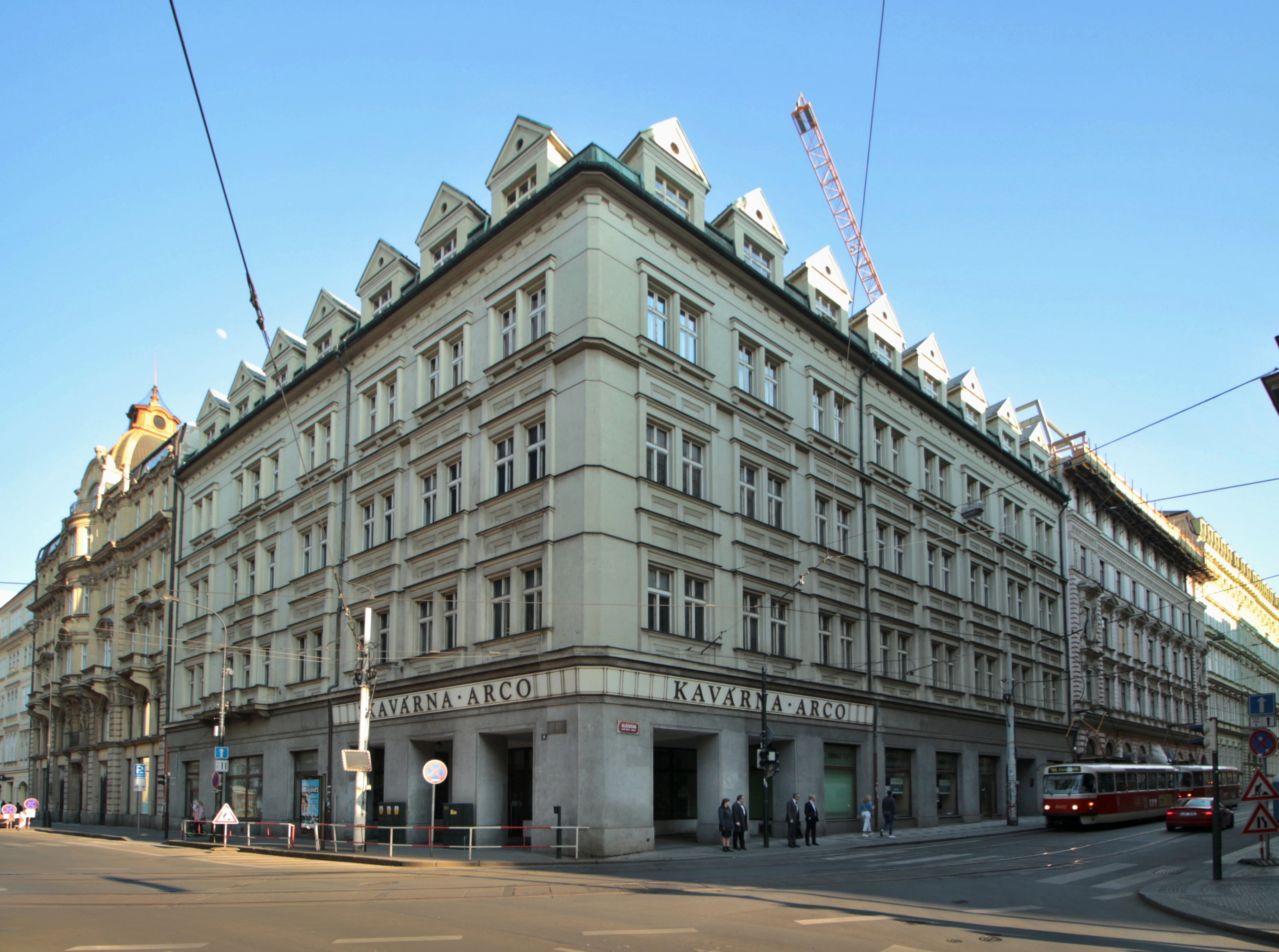
El Kavárna Arco hoy

Milena Jesenska fue una periodista liberal checa, casada con Ernst Pollak, un filósofo vienés, amigo de Hermann Broch y Franz Werfel. Milena y Kafka se conocieron en el café Arco de Praga, que solía ser frecuentado por intelectuales de la época. Los visitantes al café incluían a Felix Weltsch, Oskar Baum, Willy Haas, Egon Erwin Kisch, Franz Werfel, Paul Kornfeld o František Langer, denominados arconautas por Karl Kraus. Johannes Urzidil inmortalizó al Arco en su cuento Noche de terror. Más tarde se les unieron los escritores Max Brod, Anton Kuh, Else Lasker-Schüler, Kurt Tucholsky y Ernst Weiß. No sólo venían escritores. Mientras los checos y los jóvenes checos se reunían en el Café Unión, la intelectualidad alemana y judía se reunía en el Arco. Milena describió la atmósfera del lugar de la forma siguiente: “En la cafetería, la gente escribe, corrige, habla. Las escenas familiares se desarrollan en la cafetería, en la cafetería la gente llora y regaña por la vida y la vida. En la cafetería comes a crédito, en la cafetería vives, holgazaneas, matas el tiempo." 

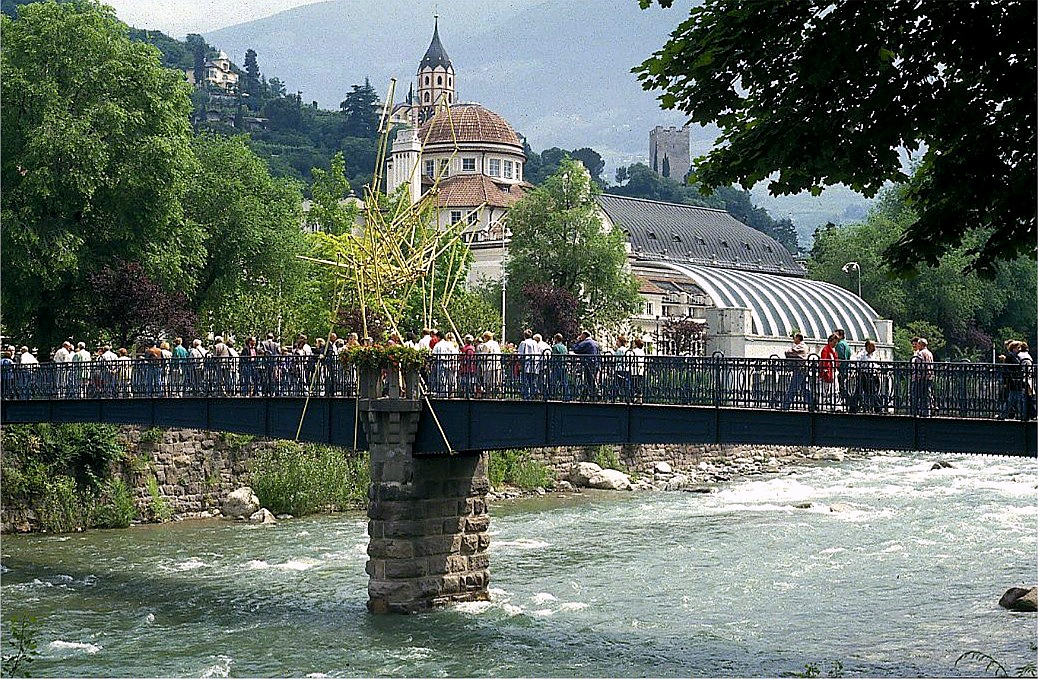
Merano: Thermenbrücke con escultura de acero en memoria de Franz Kafka, al fondo Kurhaus y torre de San Nicolás (1994)

Su apasionado interés por la literatura moderna llevó a Milena a pedirle autorización a Kafka para traducir alguno de sus escritos.  En abril de 1920 Kafka viajó a Merano por tres meses y desde la pensión Ottoburg le escribió las primeras cartas a Milena. Cuando comenzó la correspondencia, Kafka ya estaba enfermo de tuberculosis desde 1917, y en proceso de separarse de su segunda prometida, Julie Wohryzek. En ese momento, el matrimonio de Milena estaba en una etapa crítica: Polak mantenía -entre otras- una relación con Mia Weiss, casada con un banquero; pasaba el tiempo en diversos cafés discutiendo sobre literatura y no se ocupaba de su situación económica. Todo ello contribuyó a la ruptura del matrimonio. Ambos se mudaron a Praga en 1925.
Kafka ya había mantenido una intensa correspondencia durante cinco años con su primera prometida, Felice Bauer. Se trataba para él de un momento de profundo abatimiento, y la mayor parte de sus cartas a Milena están cargadas de desesperación, que se expresó en su deseo de ver toda su obra olvidada y destruida. Al mismo tiempo formuló en frases asombrosas su deseo de pureza y su anhelo de redención. Las cartas también contienen algunas de las más graves acusaciones que Kafka haya pronunciado contra sí mismo, sus orígenes y su educación, así como aforismos tan claros y profundos como las Reflexiones sobre el pecado y la secuencia Él. Dado que sus diarios de 1920 y 1921 son extremadamente escasos -se los entregó a Milena, y faltan las páginas relativas a ella-, estas cartas presentan un material de fondo invaluable, especialmente para las últimas partes de El castillo. La relación terminó en 1921. Tan egocéntrico era el amor de Kafka que el carácter de Milena no toma forma en sus cartas.

## Publicaciones
Las cartas sobrevivieron porque Milena Jesenská se las entregó a Willy Haas antes de que la Gestapo la arrestara en noviembre 1939 por participar en un movimiento de resistencia clandestino y ayudar a muchos refugiados judíos y políticos a emigrar. Sus cartas a Kafka fueron destruidas luego de su arresto. Fue encarcelada primero en el Pankrác de Praga y luego en Dresde. En octubre de 1940 fue deportada al campo de concentración de Ravensbrück en Alemania, donde murió durante una operación renal el 17 de mayo 1944.
Las cartas se publicaron originalmente en alemán en 1952 como Briefe an Milena, editadas por Willy Haas, quien decidió eliminar ciertos pasajes que pensó que podrían herir a las personas que aún estaban vivas en ese momento. Luego de la publicación la destinataria se hizo famosa de la noche a la mañana, pero ni siquiera su apellido fue mencionado en la primera edición del libro. Pasarían años antes de que se conociera su biografía.
La colección fue publicada por primera vez en inglés por Schocken Books en 1953, traducida por Tania y James Stern. En 1986 se publicó una nueva edición en alemán, que restauró los pasajes que Haas había eliminado, seguida de una nueva traducción al inglés de Philip Boehm en 1990. Esta edición incluye algunas de las cartas de Milena a Max Brod, así como cuatro ensayos suyos y un obituario de Kafka.

## Kafka sobre el escribir cartas
Kafka escribió durante su vida aproximadamente 1500 cartas. Si bien comunicativo, tenía, supuestamente, una relación conflictiva con su correspondencia: "Hacía mucho que no le escribía, Frau Milena, y hoy mismo sólo le escribo por casualidad. No hay necesidad de que me disculpe por mi silencio, usted sabe cómo odio las cartas. Toda la desdicha de mi vida proviene, si se quiere, de las cartas o de la posibilidad de escribirlas. Y con esto no me quiero quejar, sino formular una observación instructiva. Muy pocas veces me ha engañado una persona; las cartas siempre me engañan. Y no sólo las de otros, sino también las mías. En mi caso es una desgracia muy particular de la cual prefiero no seguir hablando; pero, al mismo tiempo, es una desdicha general. La facilidad de escribir cartas tiene que haber traído al mundo —considerado desde un punto de vista exclusivamente teórico— una terrible perturbación de las almas. Porque es una relación con fantasmas —y no sólo con el fantasma del destinatario, sino también con el propio— la que se va gestando bajo la mano que escribe, en esa carta y, más aún, en una serie de cartas de las cuales una corrobora a la otra y puede apelar a ella como testigo. ¡A quién se le ocurrió que la gente puede mantener relaciones por correspondencia! Uno puede pensar en una persona ausente y puede tocar a una persona presente; todo lo demás supera las fuerzas humanas. Pero escribir cartas significa desnudarse ante los fantasmas, cosa que ellos aguardan con avidez. Los besos escritos no llegan a destino, son bebidos por los fantasmas en el camino"  En otra carta remarca con gran lucidez la problemática intrínseca de su correspondencia: "Me limité a leer la carta, los artículos, muchas veces, en la creencia de que esa prosa no existe, naturalmente, por sí misma, sino como una especie de señal en el camino hacia un ser humano, un camino por el cual uno avanza cada vez más dichoso, hasta que en un momento de lucidez comprende que, en lugar de avanzar, está dando vueltas en su propio laberinto, sólo que más excitado y más desorientado que antes." 

## La relación con Milena
Cuando se conocieron, Milena tenía 23 años y Kafka 36. Ella era inteligente, temperamental e impulsiva, Kafka el eterno indeciso. Él era un judío de Praga de habla alemana, ella era checa y hablaba poco alemán, vivía en Viena. Se trataba de mantener la relación y Milena solía presionar a Kafka para que la visitara. El tema de los encuentros ya había tenido en el caso de Felice Bauer características absurdas por el comportamiento dubitativo de Kafka y sus reflexiones sobre si viajar o no. Werner Vordtriede señala -si se puede hablar de ello- el método de Kafka: "Dice algo, lo retracta en el mismo momento con una palabra expansiva; revoca el desistimiento, pero hace saber que naturalmente no quiere que se lo tome en serio otra vez, etc."  De forma similar se comportó con Milena, por ejemplo: "Pero todo eso es secundario, aun sin el telegrama yo no habría estado en condiciones de viajar a Viena; todo lo contrario, el telegrama obra más bien como argumento a favor del viaje. Es seguro que no iré, pero si a pesar de todo (no sucederá) llegara a Viena, con horrible sorpresa de mi parte, no necesitaré ni desayuno ni cena, sino más bien una camilla sobre la cual pueda tenderme un ratito."  Sus dudas transmiten también una angustia visceral: "Busco un mueble bajo el cual esconderme, tembloroso y casi inconsciente, rezo en un rincón para que tú, que entraste como una tromba en esa carta, salgas otra vez por la ventana, porque no puedo albergar una tempestad en mi habitación. En esas cartas debes de tener la grandiosa cabeza de Medusa, pues las serpientes del terror se agitan en torno a ella, si bien es cierto que las del miedo se agitan más aún en torno a la mía." 
En el transcurso de su correspondencia, Kafka y Milena se encontraron solo dos veces. La primera reunión fue en Viena, como puede deducirse de las cartas, entre el 29 de junio y el 4 de julio de 1920, cuando Kafka regresaba a Praga desde Merano. Se volvieron a encontrar el 14 y 15 de agosto del mismo año en Gmünd (hoy: České Velenice). Estos encuentros fueron vistos por Kafka como intervalos en un amorío eminentemente epistolar. En enero de 1921 Kafka le pidió a Milena que renunciaran a la correspondencia y dejaran de verse. En octubre de 1920 le dio sus diarios de 1910 a 1920. En noviembre de ese año Milena lo visitó en la casa de sus padres, así como en abril y mayo de 1922. Su último encuentro fue en junio de 1923.
El 6 de junio de 1924, dos días después de la muerte de Kafka, Milena publicó su obituario: "Pocos lo conocieron aquí, porque era un recluso, un hombre sabio y temeroso de la vida [...] Era tímido, asustadizo, gentil y bueno, pero los libros que escribió fueron crueles y dolorosos. Vio el mundo lleno de demonios invisibles luchando y destruyendo a las personas indefensas. Era demasiado clarividente, demasiado sabio para vivir y demasiado débil para luchar: pero esa era la debilidad de las personas nobles y bellas que no saben luchar contra el miedo, contra los malentendidos, contra el desamor y las falsedades espirituales, que saben desde el principio que son impotentes, se someten y así avergüenzan al vencedor [,,,] Era un hombre y un artista con una conciencia tan escrupulosa que se mantenía alerta aún donde los demás, los sordos, ya se sentían seguros.” 
Kafka escribió en su carta del 31 de julio de 1920: „No, no soy fuerte ni sé escribir... No sé nada. Y ahora, Milena, tú también te apartarás de mí. No por mucho tiempo, lo sé; pero ten presente esto: el hombre no aguanta mucho si su corazón no late ¿y cómo ha de latir mi corazón mientras tú te mantienes apartada?“ 

## Interpretaciones
El profesor Hans-Gerd Koch, coeditor de la edición crítica de las obras de Franz Kafka, opina sobre las cartas de Kafka: “Kafka siempre estuvo escribiendo literatura y no existe esta distinción entre la autobiografía por un lado y la obra por el otro. Sus cartas también son literatura, y son tales que también se podría decir que uno de sus personajes pudo haber escrito estas cartas. Gregor Samsa [La metamorfosis] o Georg Bendemann [El proceso] podrían haber escrito las cartas a Max Brod, por ejemplo, o a Miléna Polak [Jesenská]. Es literatura”.
Werner Vordtriede considera que "Estas cartas se mueven en el nivel de una honestidad tan despiadada que la verdad genuina no puede emerger en absoluto, es decir, no emerge ninguna verdad que pueda iluminar al mundo o incluso al propio Kafka [...] Un ejemplo es su carta del 10 de junio de 1920, escrita durante su estadía en Merano: "Por qué enturbiar más aún las ya turbias aguas de la vida con esas cosas, me preguntaba. Veo ante mí un tramo del camino posible y advierto cuán enorme es la distancia (sin duda inalcanzable para mí) que debo recorrer desde mi posición actual, antes de ser merecedor de una mirada ocasional (¡de mí mismo! ¿qué será, pues, de los demás? Y esto no es modestia sino soberbia, si usted se detiene a analizarlo)... nada más que de una mirada ocasional, y ahora yo... recibo sus cartas, Milena. ¿Cómo puedo expresar la diferencia? Un hombre yace en la inmundicia y el hedor de su lecho mortuorio y llega el ángel de la muerte, el más glorioso de todos los ángeles, y posa su mirada sobre él: ¿Puede el hombre atreverse siquiera a morir? Se vuelve, se hunde más en su lecho y le resulta imposible morir." 
Shadi Neimneh analiza las cartas desde una perspectiva feminista y psicoanalítica señalando que: "En su amor epistolar, Kafka y Milena dramatizan, a la vez, la disolución del yo en la escritura, la unión de lo ascético con lo erótico, el triunfo de lo textual sobre lo sexual y la unidad primordial entre el cuerpo y la mente. Promulgan una difuminación de las demarcaciones corporales tradicionales. A través de su correspondencia, los amantes provocan la disolución de los límites entre dos cuerpos como se logra en una relación sexual. La escritura, por lo tanto, se convierte en una salida para un deseo desplazado. Una lectura de las Cartas a Milena de Kafka muestra que las cartas pueden actuar como una extensión o un sustituto del cuerpo en el sentido de que el autor de la carta puede investirlas con impulsos libidinosos." 
Mark Anderson señala la importancia de la distancia en el proceso creativo de Kafka: "La pasión de Kafka por Milena comienza con su ausencia y termina con la amenaza de su proximidad. Su ausencia, la distancia entre Merano y Viena, o más tarde, Praga y Viena, es la brecha en la que las letras son a la vez necesarias y posibles. Cerrar esta brecha pondría fin a la escritura, como lo experimentó Kafka en su correspondencia con Felice Bauer. Así, la "condición de posibilidad" que estructura las cartas es el aislamiento de Kafka."  Una carta de Kafka parece fundamentar esa interpretación: "Te pregunto si no tendrás miedo, porque el individuo acerca del cual escribes no existe ni ha existido. El de Viena no existió, el de Gmünd tampoco; este último existió un poco más y se lo maldecirá. Es importante saber eso, porque si nos reuniéramos otra vez, reaparecería el vienés o el de Gmünd, con toda inocencia, como si nada hubiera ocurrido. El verdadero, mientras tanto, por debajo, desconocido por todos e incluso por él mismo, más inexistente que los otros, pero más real en sus manifestaciones de poder (¿por qué no sube a la superficie y se muestra?), lanzará su amenaza y volverá a destrozar todo." 